# Giro dei Paesi Baschi 2011
Il Giro dei Paesi Baschi 2011, cinquantunesima edizione della corsa, valido come ottava prova dell'UCI World Tour 2011, si svolse in sei tappe dal 4 al 9 aprile 2011 su un percorso di complessivi 872,5 km. Fu vinto dal tedesco Andreas Klöden, che concluse la corsa in 22h12'11" precedendo in classifica lo statunitense Chris Horner e l'olandese Robert Gesink.

## Tappe
| Tappa  | Data     | Percorso                          | km    | Vincitore di tappa  | Leader cl. generale |
| ------ | -------- | --------------------------------- | ----- | ------------------- | ------------------- |
| 1ª     | 4 aprile | Zumarraga > Zumarraga             | 149,5 | Joaquim Rodríguez   | Joaquim Rodríguez   |
| 2ª     | 5 aprile | Zumarraga > Lekunberri            | 163   | Vasil' Kiryenka     | Andreas Klöden      |
| 3ª     | 6 aprile | Villatuerta > Zuia-Murgia         | 180   | Aleksandr Vinokurov | Joaquim Rodríguez   |
| 4ª     | 7 aprile | Amurrio > Eibar                   | 179   | Samuel Sánchez      | Joaquim Rodríguez   |
| 5ª     | 8 aprile | Eibar > Zalla                     | 177   | Francesco Gavazzi   | Joaquim Rodríguez   |
| 6ª     | 9 aprile | Zalla > Zalla (cron. individuale) | 24    | Tony Martin         | Andreas Klöden      |
| Totale | Totale   | Totale                            | 872,5 |                     |                     |

## Squadre e corridori partecipanti
Parteciparono alla corsa venti squadre ciclistiche, tutte le diciotto squadre con licenza di UCI ProTeam più due squadre invitate - Geox-TMC e Caja Rural - di categoria Professional Continental.
| N.    | Cod. | Squadra               |
| ----- | ---- | --------------------- |
| 1-8   | RSH  | Team RadioShack       |
| 11-18 | THR  | HTC-Highroad          |
| 21-28 | RAB  | Rabobank Cycling Team |
| 31-38 | BMC  | BMC Racing Team       |
| 41-48 | SKY  | Sky Procycling        |
| 51-58 | LAM  | Lampre-ISD            |
| 61-68 | LIQ  | Liquigas-Cannondale   |
| 71-78 | OLO  | Omega Pharma-Lotto    |
| 81-88 | GRM  | Team Garmin-Cervélo   |
| 91-98 | LEO  | Team Leopard-Trek     |

| N.      | Cod. | Squadra                |
| ------- | ---- | ---------------------- |
| 101-108 | ALM  | AG2R La Mondiale       |
| 111-118 | EUS  | Euskaltel-Euskadi      |
| 121-126 | KAT  | Katusha Team           |
| 131-138 | MOV  | Movistar Team          |
| 141-148 | VCD  | Vacansoleil-DCM        |
| 151-158 | AST  | Pro Team Astana        |
| 161-168 | SBS  | Saxo Bank-Sungard      |
| 171-178 | QST  | Quickstep Cycling Team |
| 181-188 | GEO  | Geox-TMC               |
| 191-198 | CJR  | Caja Rural             |

## Dettagli delle tappe

### 1ª tappa
- 4 aprile: Zumarraga > Zumarraga – 149,5 km

Risultati
| Pos. | Corridore         | Squadra    | Tempo    |
| ---- | ----------------- | ---------- | -------- |
| 1    | Joaquim Rodríguez | Katusha    | 4.02'42" |
| 2    | Samuel Sánchez    | Euskaltel  | s.t.     |
| 3    | Andreas Klöden    | RadioShack | s.t.     |

| Pos. | Corridore         | Squadra    | Tempo    |
| ---- | ----------------- | ---------- | -------- |
| 1    | Joaquim Rodríguez | Katusha    | 4.02'42" |
| 2    | Samuel Sánchez    | Euskaltel  | s.t.     |
| 3    | Andreas Klöden    | RadioShack | s.t.     |

### 2ª tappa
- 5 aprile: Zumarraga > Lekunberri – 163 km

Risultati
| Pos. | Corridore       | Squadra    | Tempo    |
| ---- | --------------- | ---------- | -------- |
| 1    | Vasil' Kiryenka | Movistar   | 4.06'39" |
| 2    | Andreas Klöden  | RadioShack | a 2"     |
| 3    | Andy Schleck    | Leopard    | s.t.     |

| Pos. | Corridore         | Squadra    | Tempo    |
| ---- | ----------------- | ---------- | -------- |
| 1    | Andreas Klöden    | RadioShack | 8.09'23" |
| 2    | Joaquim Rodríguez | Katusha    | s.t.     |
| 3    | Samuel Sánchez    | Euskaltel  | s.t.     |

### 3ª tappa
- 6 aprile: Villatuerta > Zuia-Murgia – 180 km

Risultati
| Pos. | Corridore           | Squadra  | Tempo    |
| ---- | ------------------- | -------- | -------- |
| 1    | Aleksandr Vinokurov | Astana   | 4.20'38" |
| 2    | Óscar Freire        | Rabobank | a 8"     |
| 3    | Paul Martens        | Rabobank | s.t.     |

| Pos. | Corridore         | Squadra    | Tempo     |
| ---- | ----------------- | ---------- | --------- |
| 1    | Joaquim Rodríguez | Katusha    | 12.30'09" |
| 2    | Andreas Klöden    | RadioShack | s.t.      |
| 3    | Samuel Sánchez    | Euskaltel  | s.t.      |

### 4ª tappa
- 7 aprile: Amurrio > Eibar – 179 km

Risultati
| Pos. | Corridore           | Squadra    | Tempo    |
| ---- | ------------------- | ---------- | -------- |
| 1    | Samuel Sánchez      | Euskaltel  | 4.42'37" |
| 2    | Andreas Klöden      | RadioShack | s.t.     |
| 3    | Aleksandr Vinokurov | Astana     | s.t.     |

| Pos. | Corridore         | Squadra    | Tempo     |
| ---- | ----------------- | ---------- | --------- |
| 1    | Joaquim Rodríguez | Katusha    | 17.12'43" |
| 2    | Andreas Klöden    | RadioShack | s.t.      |
| 3    | Samuel Sánchez    | Euskaltel  | s.t.      |

### 5ª tappa
- 8 aprile: Eibar > Zalla – 177 km

Risultati
| Pos. | Corridore          | Squadra    | Tempo    |
| ---- | ------------------ | ---------- | -------- |
| 1    | Francesco Gavazzi  | Lampre-ISD | 4.27'03" |
| 2    | Kristof Vandewalle | Quickstep  | s.t.     |
| 3    | John Gadret        | AG2R       | s.t.     |

| Pos. | Corridore         | Squadra    | Tempo     |
| ---- | ----------------- | ---------- | --------- |
| 1    | Joaquim Rodríguez | Katusha    | 21.39'46" |
| 2    | Andreas Klöden    | RadioShack | s.t.      |
| 3    | Samuel Sánchez    | Euskaltel  | s.t.      |

### 6ª tappa
- 9 aprile: Zalla – Cronometro individuale – 24 km

Risultati
| Pos. | Corridore      | Squadra    | Tempo  |
| ---- | -------------- | ---------- | ------ |
| 1    | Tony Martin    | HTC        | 32'15" |
| 2    | Andreas Klöden | RadioShack | a 5"   |
| 3    | Marco Pinotti  | HTC        | a 24"  |

| Pos. | Corridore      | Squadra    | Tempo     |
| ---- | -------------- | ---------- | --------- |
| 1    | Andreas Klöden | RadioShack | 22h12'11" |
| 2    | Chris Horner   | RadioShack | a 47"     |
| 3    | Robert Gesink  | Rabobank   | s.t.      |

## Evoluzione delle classifiche
| Tappa              | Vincitore           | Classifica generale | Classifica regolarità | Classifica scalatori | Classifica mete volanti | Classifica squadre |
| ------------------ | ------------------- | ------------------- | --------------------- | -------------------- | ----------------------- | ------------------ |
| 1ª                 | Joaquim Rodríguez   | Joaquim Rodríguez   | Joaquim Rodríguez     | Mathieu Perget       | Bram Tankink            | Movistar Team      |
| 2ª                 | Vasil' Kiryenka     | Andreas Klöden      | Andreas Klöden        | Maksim Iglinskij     | Bram Tankink            | Movistar Team      |
| 3ª                 | Aleksandr Vinokurov | Joaquim Rodríguez   | Joaquim Rodríguez     | Amaël Moinard        | Bram Tankink            | Movistar Team      |
| 4ª                 | Samuel Sánchez      | Joaquim Rodríguez   | Andreas Klöden        | Michael Albasini     | Bram Tankink            | Movistar Team      |
| 5ª                 | Francesco Gavazzi   | Joaquim Rodríguez   | Andreas Klöden        | Michael Albasini     | Bram Tankink            | Movistar Team      |
| 6ª                 | Tony Martin         | Andreas Klöden      | Andreas Klöden        | Michael Albasini     | Bram Tankink            | Movistar Team      |
| Classifiche finali | Classifiche finali  | Andreas Klöden      | Andreas Klöden        | Michael Albasini     | Bram Tankink            | Movistar Team      |

## Classifiche finali

### Classifica generale
| Pos. | Corridore           | Squadra    | Tempo     |
| ---- | ------------------- | ---------- | --------- |
| 1    | Andreas Klöden      | RadioShack | 22h12'11" |
| 2    | Chris Horner        | RadioShack | a 47"     |
| 3    | Robert Gesink       | Rabobank   | s.t.      |
| 4    | Beñat Intxausti     | Movistar   | a 1'03"   |
| 5    | Xavier Tondó        | Movistar   | s.t.      |
| 6    | Samuel Sánchez      | Euskaltel  | a 1'08"   |
| 7    | David López García  | Movistar   | a 1'28"   |
| 8    | Aleksandr Vinokurov | Astana     | a 1'41"   |
| 9    | Ryder Hesjedal      | Garmin     | a 1'49"   |
| 10   | Vasil' Kiryenka     | Movistar   | a 1'54"   |

### Classifica a punti
| Pos. | Corridore           | Squadra    | Punti |
| ---- | ------------------- | ---------- | ----- |
| 1    | Andreas Klöden      | RadioShack | 78    |
| 2    | Samuel Sánchez      | Euskaltel  | 59    |
| 3    | Chris Horner        | RadioShack | 57    |
| 4    | Joaquim Rodríguez   | Katusha    | 56    |
| 5    | Aleksandr Vinokurov | Astana     | 44    |

### Classifica scalatori
| Pos. | Corridore        | Squadra    | Punti |
| ---- | ---------------- | ---------- | ----- |
| 1    | Michael Albasini | HTC        | 58    |
| 2    | Amaël Moinard    | BMC        | 30    |
| 3    | Julián Sánchez   | Caja Rural | 24    |
| 4    | Maksim Iglinskij | Astana     | 21    |
| 5    | Dario Cataldo    | Quickstep  | 19    |

### Classifica mete volanti
| Pos. | Corridore          | Squadra     | Punti |
| ---- | ------------------ | ----------- | ----- |
| 1    | Bram Tankink       | Rabobank    | 13    |
| 2    | Maxim Belkov       | Vacansoleil | 9     |
| 3    | Amaël Moinard      | BMC         | 9     |
| 4    | Michael Albasini   | HTC         | 9     |
| 5    | Kevin Seeldraeyers | Quickstep   | 8     |

## Punteggi UCI
| Pos.                 | Corridore           | Squadra    | Punti |
| -------------------- | ------------------- | ---------- | ----- |
| 1                    | Andreas Klöden      | RadioShack | 114   |
| 2                    | Chris Horner        | RadioShack | 82    |
| 3                    | Robert Gesink       | Rabobank   | 70    |
| 4                    | Beñat Intxausti     | Movistar   | 60    |
| 5                    | Xavier Tondó        | Movistar   | 50    |
| 6                    | Samuel Sánchez      | Euskaltel  | 50    |
| 7                    | David López García  | Movistar   | 30    |
| 8                    | Aleksandr Vinokurov | Astana     | 28    |
| 9                    | Ryder Hesjedal      | Garmin     | 12    |
| 10                   | Vasil' Kiryenka     | Movistar   | 10    |
| 11                   | Joaquim Rodríguez   | Katusha    | 7     |
| 12                   | Francesco Gavazzi   | Lampre-ISD | 6     |
| 13                   | Tony Martin         | HTC        | 4     |
| Kristof Vandewalle   | Quickstep           | 4          |       |
| Óscar Freire         | Rabobank            | 4          |       |
| 16                   | John Gadret         | AG2R       | 2     |
| Marco Pinotti        | HTC                 | 2          |       |
| Andy Schleck         | Leopard             | 2          |       |
| Paul Martens         | Rabobank            | 2          |       |
| Pim Ligthart         | Vacansoleil         | 2          |       |
| 21                   | Jakob Fuglsang      | Leopard    | 1     |
| Andrew Talansky      | Garmin              | 1          |       |
| Chris Anker Sørensen | Saxo Bank           | 1          |       |
| Mikaël Cherel        | AG2R                | 1          |       |

| Pos.              | Squadra                | Punti |
| ----------------- | ---------------------- | ----- |
| 1                 | Team RadioShack        | 196   |
| 2                 | Movistar Team          | 150   |
| 3                 | Rabobank Cycling Team  | 76    |
| 4                 | Euskaltel-Euskadi      | 50    |
| 5                 | Pro Team Astana        | 28    |
| 6                 | Team Garmin-Cervélo    | 13    |
| 7                 | Katusha Team           | 7     |
| 8                 | Lampre-ISD             | 6     |
| HTC-Highroad      | 6                      |       |
| 10                | Quickstep Cycling Team | 4     |
| 11                | AG2R La Mondiale       | 3     |
| Team Leopard-Trek | 3                      |       |
| 12                | Vacansoleil-DCM        | 2     |
| 13                | Saxo Bank-Sungard      | 1     |

| Pos.      | Nazione     | Punti |
| --------- | ----------- | ----- |
| 1         | Spagna      | 197   |
| 2         | Germania    | 120   |
| 3         | Paesi Bassi | 72    |
| 4         | Kazakistan  | 28    |
| 5         | Canada      | 12    |
| 6         | Bielorussia | 10    |
| 7         | Italia      | 8     |
| 8         | Belgio      | 4     |
| 9         | Francia     | 3     |
| 10        | Lussemburgo | 2     |
| Danimarca | 2           |       |